# (34234) Andrewfang
2000 QS95 (asteroide 34234) é um asteroide da cintura principal. Possui uma excentricidade de 0.08245530 e uma inclinação de 6.55576º.
Este asteroide foi descoberto no dia 26 de agosto de 2000 por LINEAR em Socorro.